# 1928 год в науке
В 1928 году были различные научные и технологические события, некоторые из которых представлены ниже.

## Достижения человечества
- 28 марта — в дни коммерческой эксплуатации механического телевидения сделана самая первая видеозапись с участием человека.
- 26 июля — изобретателями Борисом Грабовским и И. Ф. Белянским впервые в истории было передано на расстояние движущееся изображение.
- 28 сентября — британский микробиолог Александр Флеминг выделил пенициллин из плесневых грибов.

### Открытия
- Релятивистская теория движения электрона, теоретическое предсказание существования античастиц (П. Дирак).
- Комбинационное рассеяние света (эффект Рамана) (Чандрасекара Венката Раман).
- Теория альфа-распада, открытие туннельного эффекта (Г. Гамов).
- Адсорбционное понижение прочности твёрдых тел (эффект Ребиндера) (П. А. Ребиндер)[1].

## Награды
- Нобелевская премия
  - Физика — Оуэн Уилланс Ричардсон «за работы по термионным исследованиям, и особенно за открытие закона, носящего его имя».
  - Химия — Адольф Отто Рейнгольд Виндаус «За работы по изучению строения стеринов и их связи с витаминной группой».
  - Физиология и медицина — Шарль Николь «За установление передатчика сыпного тифа — платяной вши».

## Родились
- 14 февраля — С. П. Капица, физик, популяризатор науки, телеведущий.
- 15 октября — Иван Михеевич Копылов, советский астроном, доктор физико-математических наук.

## Скончались
- 4 февраля — Лоренц, Хендрик Антон, нидерландский физик-теоретик, лауреат Нобелевской премии по физике.
- 21 марта —Маундер, Эдвард Уолтер, английский астроном.
- 21 мая — Ногути, Хидэё, японский микробиолог.
- 30 августа — Вин, Вильгельм, немецкий физик, лауреат Нобелевской премии по физике.